# پادشاهی کاندی
پادشاهی کاندی یا دوک‌نشین کاندی، نام رسمی کرت -از ۱۲۰۵ میلادی که جمهوری ونیز این جزیره را فتح کرد تا جنگ کرت در سدهٔ هفدهم میلادی که امپراتوری عثمانی بر آنجا دست یافت- بود.